# 聖克里斯托巴爾區 (涅托元帥省)
16°44′22″S 70°41′01″W / 16.7394°S 70.6836°W
聖克里斯托巴爾區（西班牙語：Distrito de San Cristóbal de Calacoa），是秘魯的一個區，位於該國南部莫克瓜大區的涅托元帥省，始建於1944年1月31日，面積542.7平方公里，海拔高度3,458米，2007年人口3,518，人口密度每平方公里6.5人。